# Timòcit
Els timòcits, en anglès:Thymocytes, són cèl·lules progenitores hematopoiètiques presents en el timus. La timopoiesi és el procés en el timus pel qual es diferencien els timòcits en limfòcits T madurs. La principal funció dels timòcits és la generació de limfòcits T (cèl·lules T). Els processos de beta-selecció, selecció positiva i selecció negativa formen la població de timòcits en un grup perifèric de cèl·lules T que són capaces de respondre a patògens aliens i són immunològicament tolerants cap als antígens propis.